# Anatis mali
Anatis mali – gatunek chrząszcza z rodziny biedronkowatych.

## Taksonomia
Gatunek ten opisany został po raz pierwszy w 1824 roku przez Thomasa Saya pod nazwą Coccinella mali. Jako miejsce typowe wskazano Little Rapids w Ontario. Do rodzaju Anatis przeniósł go w 1976 roku W.Y. Watson.

## Morfologia
Chrząszcz o owalnym, zaokrąglonym, wypukłym ciele długości od 7,3 do 10 mm i szerokości od 5,5 do 7,6 mm. Przedplecze jest białawe lub żółtawe z czarnymi znakami. Tło pokryw może mieć barwę od żółtej po brązowawoczerwoną. Na tym tle występują czarne plamy, które są biało lub żółto obwiedzione. Boczne brzegi pokryw są lekko rozpłaszczone i pozbawione kątowego załamania. Przedpiersie jest pośrodku silnie wypukłe. Odnóża środkowej i tylnej pary mają po dwie ostrogi na goleni. Pazurki stóp mają duże zęby u nasady.

## Ekologia i występowanie
Owady te zasiedlają lasy i zadrzewienia. Bytują głównie w koronach drzew (arborikole), gdzie polują na mszyce (afidofagi).
Gatunek nearktyczny, rozprzestrzeniony od południowych Alaski i Jukonu oraz Kolumbii Brytyjskiej przez Albertę, Saskatchewan, Montanę, Wyoming, Dakotę Północną, Dakotę Południową, Nebraskę, Manitobę, Ontario, Minnesotę, Iowę, Michigan, Wisconsin, Missouri, Illinois, Indianę, Kentucky, północne Tennessee, Quebec, Nowy Brunszwik, Nową Szkocję, Maine, Vermont, New Hampshire, Massachusetts, Nowy Jork, Rhode Island, Connecticut, Pensylwanię, New Jersey, Delaware, Maryland po Wirginię Zachodnią i Wirginię.